# Changan Eado DT
Changan Alsvin V7 – samochód osobowy klasy subkompaktowej produkowany pod chińską marką Changan w latach 2014–2018 oraz jako Changan Eado DT w latach 2014–2023.

## Historia i opis modelu

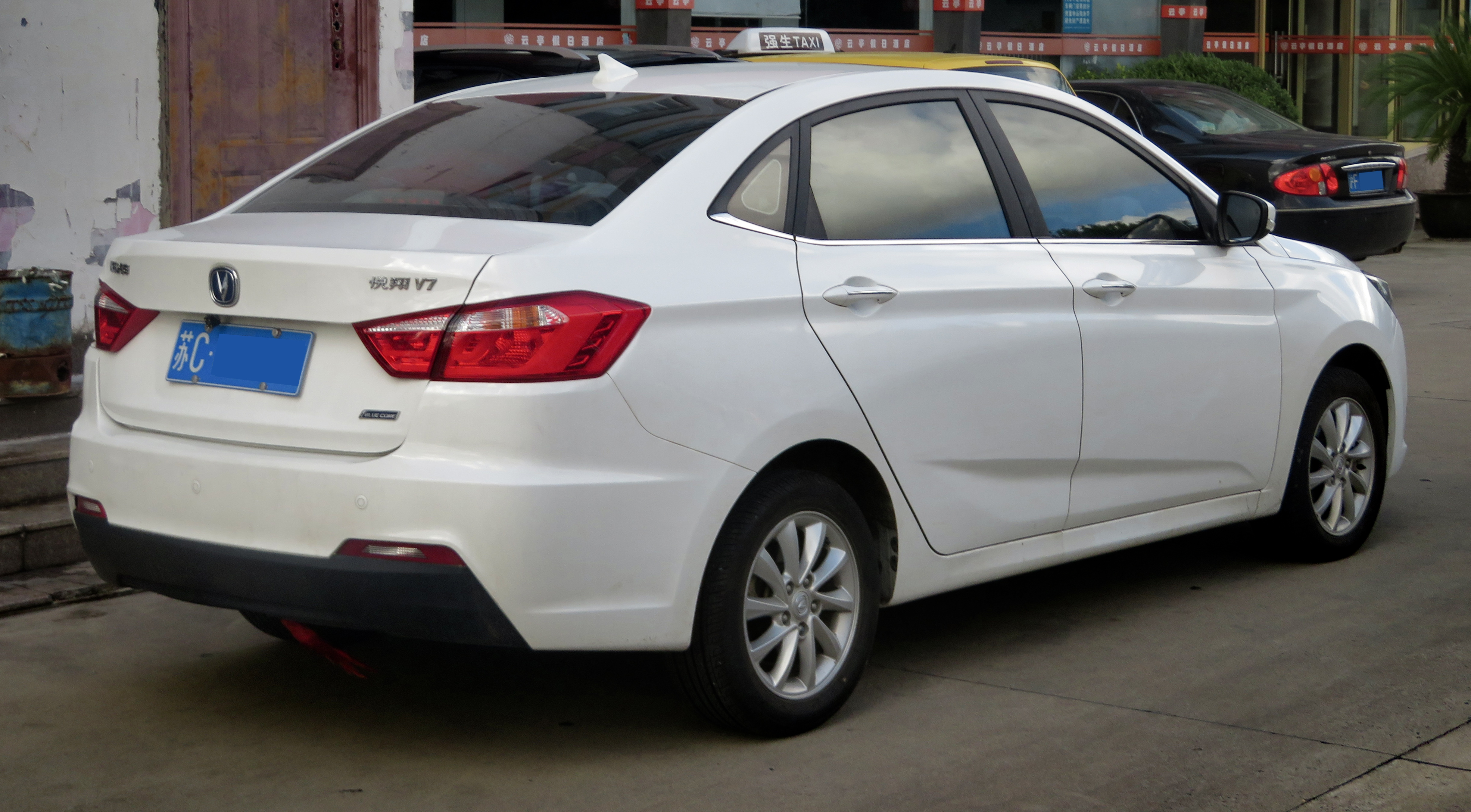
Changan Alsvin V7 - tył

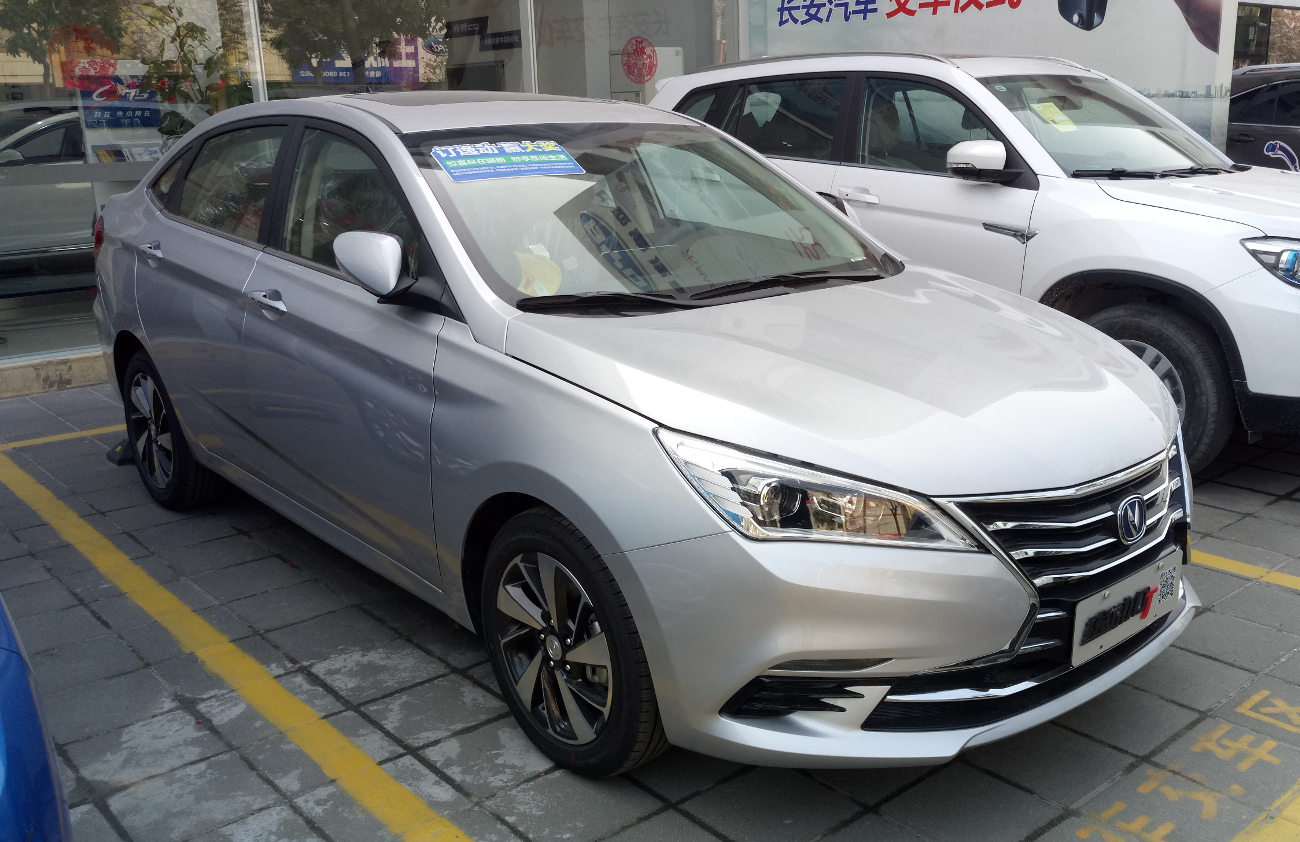
Changan Eado DT po liftingu

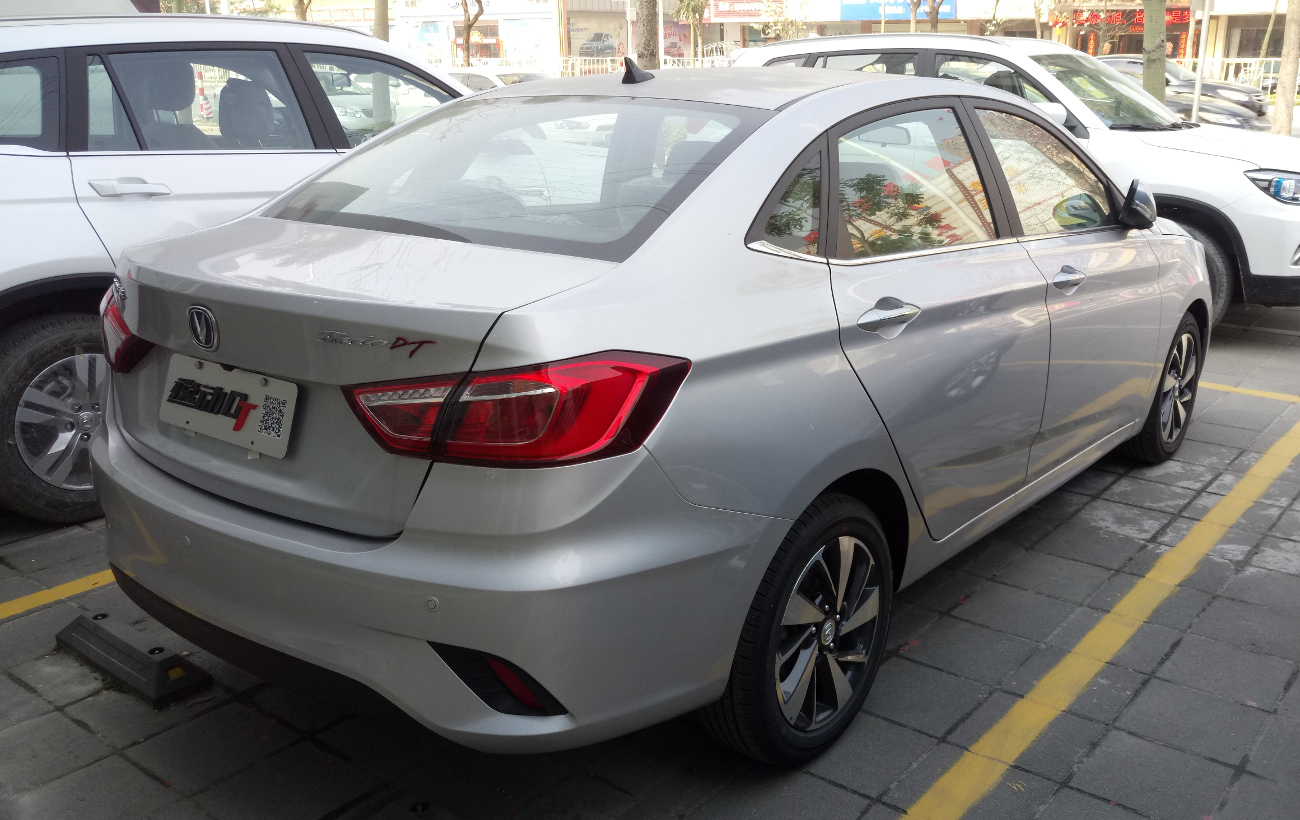
Changan Eado DT - tył po liftingu

W sierpniu 2014 podczas targów samochodowych Chengdu Auto Show chiński Changan przedstawił kolejny, trzeci model z rodziny subkompaktowych, tanich sedanów w ramach linii modelowej Alsvin. Sylwetka zyskała ostre, strzeliste kształty z chromowaną obwódką atrapy chłodnicy i dwuczęściowymi lampami tylnymi. Prosta, opcjonalnie dwubarwna kabina pasażerska zyskała centralny ekran dotykowy systemu multimedialnego. Wnętrze zostało zaprojektowane przez japoński oddział R&D Changana.
Do napędu Changana Alsvin V7 wykorzystana została gama dwóch czterocylindrowych, benzynowych silników. Pierwszy, o pojemności 1,6 litra, rozwinął moc 124 KM, a topowy turbodoładowany o pojemności 1,5 litra rozwinął moc 170 KM. Do wyboru trafiła zarówno przekładnia manualna, jak i automatyczna.

### Lifting i zmiana nazwy
W marcu 2018 Alsvin V7 przeszedł obszerną restylizację dopasowującą go do nowego języka stylistycznego producenta, zmieniając przy tym nazwę na Changan Eado DT. Pas przedni zyskał niżej osadzony wlot powietrza w kształcie klepsydry, a także ostrzej zarysowane reflektory. Ponadto, zmieniono tylny zderzak i wkłady lamp oraz zastosowano nowy projekt deski rozdzielczej. Poza nowym kołem kierownicy pojawił się także nowy, większy ekran systemu multimedialnego nowej generacji.

### Sprzedaż
Samochód trafił do sprzedaży w pierwszej kolejności w Chinach w listopadzie 2014 roku jako budżetowy model mająycy konkurować z liczną wówczas reprezentacją takich pojazdów w tym kraju. Na początku 2023 roku samochód trafił także do sprzedaży w Iranie, będąc produkowanym przez lokalną firmę Farda Motors jako FMC Farsam.

### Silniki
- R4 1.6l 124 KM
- R4 1.5l Turbo 170 KM